# Colle Sannita
Colle Sannita est une commune italienne de la province de Bénévent dans la région Campanie en Italie.

## Administration
| Période                                  | Période | Identité | Étiquette | Qualité |
| ---------------------------------------- | ------- | -------- | --------- | ------- |
|                                          |         |          |           |         |
| Les données manquantes sont à compléter. |         |          |           |         |

### Hameaux
Decorata

### Communes limitrophes
Baselice, Castelpagano, Castelvetere in Val Fortore, Circello, Reino, Riccia, San Marco dei Cavoti